# Silvia Pérez-Vitoria
Silvia Pérez-Vitoria,   est une économiste, sociologue et documentariste française.
Elle est auteure de documentaires sur les modes de vie des paysans vivant dans divers endroits du monde et est collaboratrice pour le journal l'Ecologiste ainsi qu'au Monde Diplomatique. Elle a participé à l'ouvrage collectif le Procès de la Mondialisation, ainsi qu'au colloque Défaire le Développement Refaire le Monde en mars 2002.

## Collaboration àL'Écologiste
Silvia Pérez-Vitoria a participé, en compagnie de Eduardo Sevilla Guzman, professeur à l'ISEC (Institut de sociologie et d'études du monde paysan à l'Université de Cordoue) à la coordination du numéro 14 de L'Écologiste, consacré à l'agroécologie.
Siliva Pérez-Vitoria y a rédigé un article sur le Mouvement des Sans Terre (MST), groupe fondé en 1984 qui a permis la réinstallation de familles paysannes dans une alternative basée sur des agro-villages.

## Les paysans sont de retour
En 2005, Silvia Pérez-Vitoria publie Les Paysans sont de Retour, un plaidoyer en faveur d'un monde paysan basé sur l'auto-subsistance et se positionne contre l'emprise des pesticides et des engrais chimiques, des monocultures, des OGM et de la mécanisation de l'agriculture.
Dans un chapitre consacré aux luttes paysannes, elle présente différents mouvements dont elle s'est rapprochée comme Via Campesina ou le mouvement des Sans Terre au Brésil.